# Capilla Cornaro

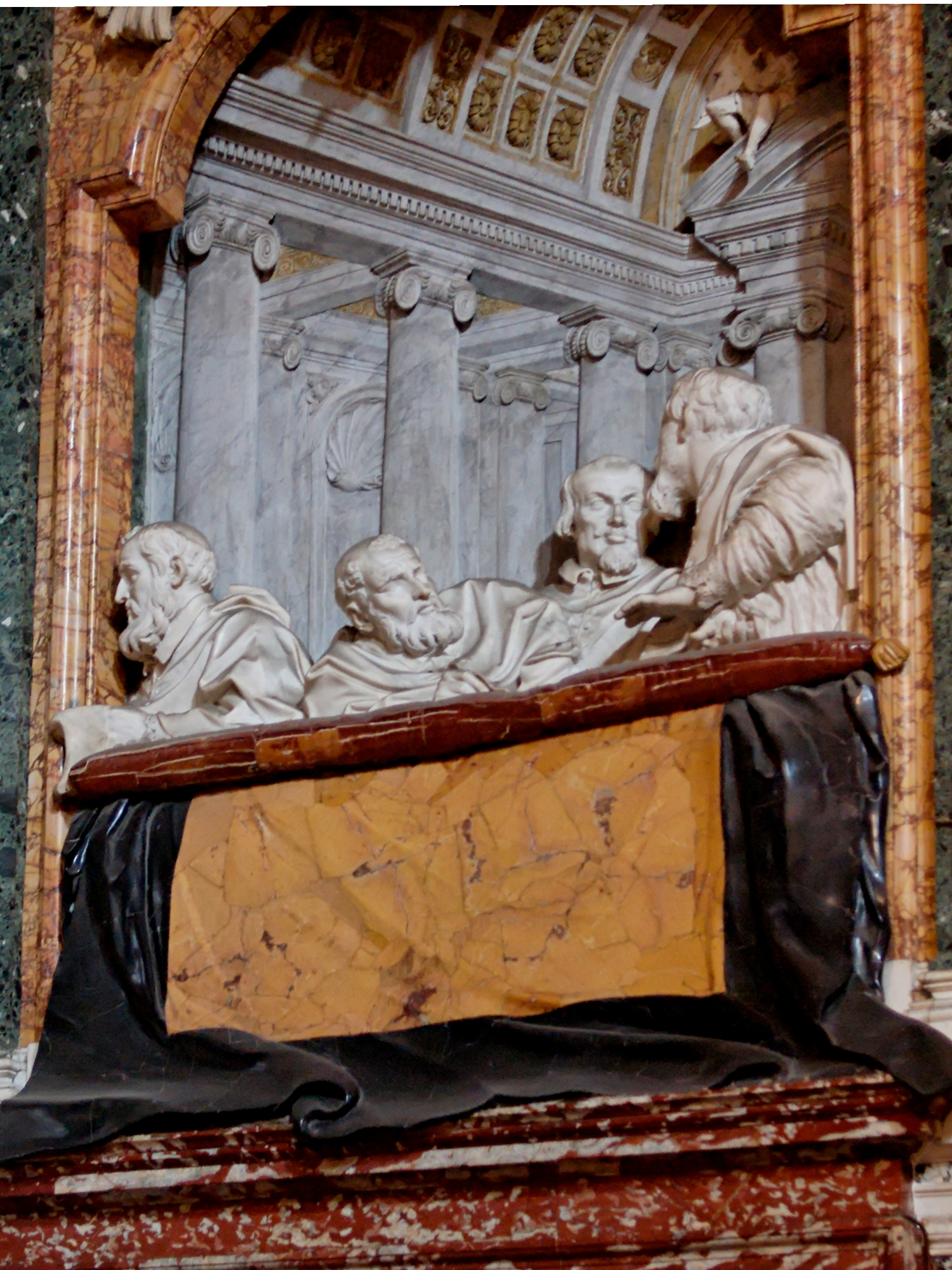
Palco del lado derecho.

Capilla Cornaro (Capella Cornaro en italiano) es la denominación de una obra de arte total de Gian Lorenzo Bernini, muy característica del Barroco, que pretende conseguir la integración de todas las artes en un bel composto ("síntesis bella").

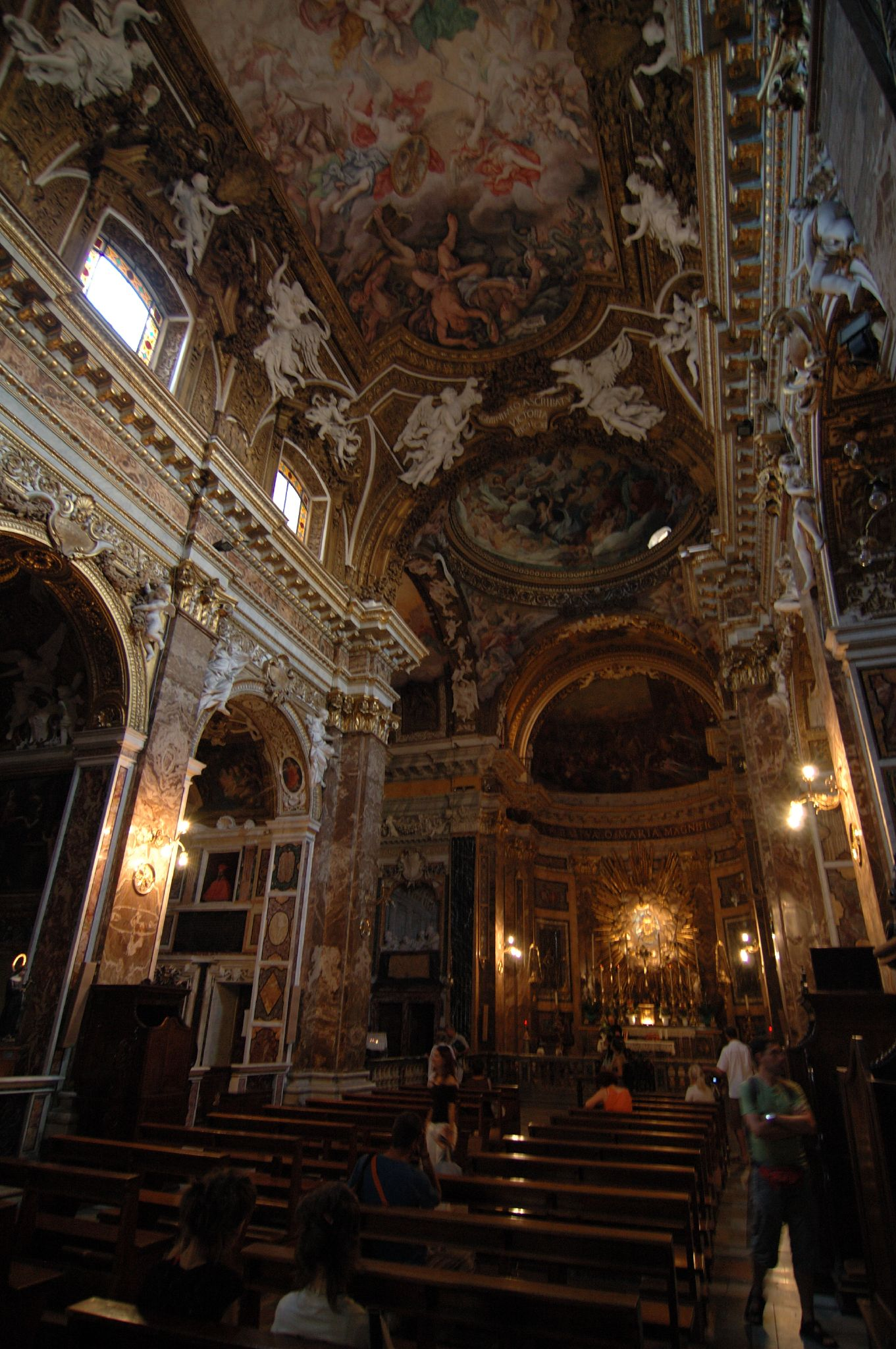
Vista desde la nave hacia el ábside. A la izquierda de éste se abre la capilla Cornaro. Se aprecia el grupo escultórico de su lateral derecho.

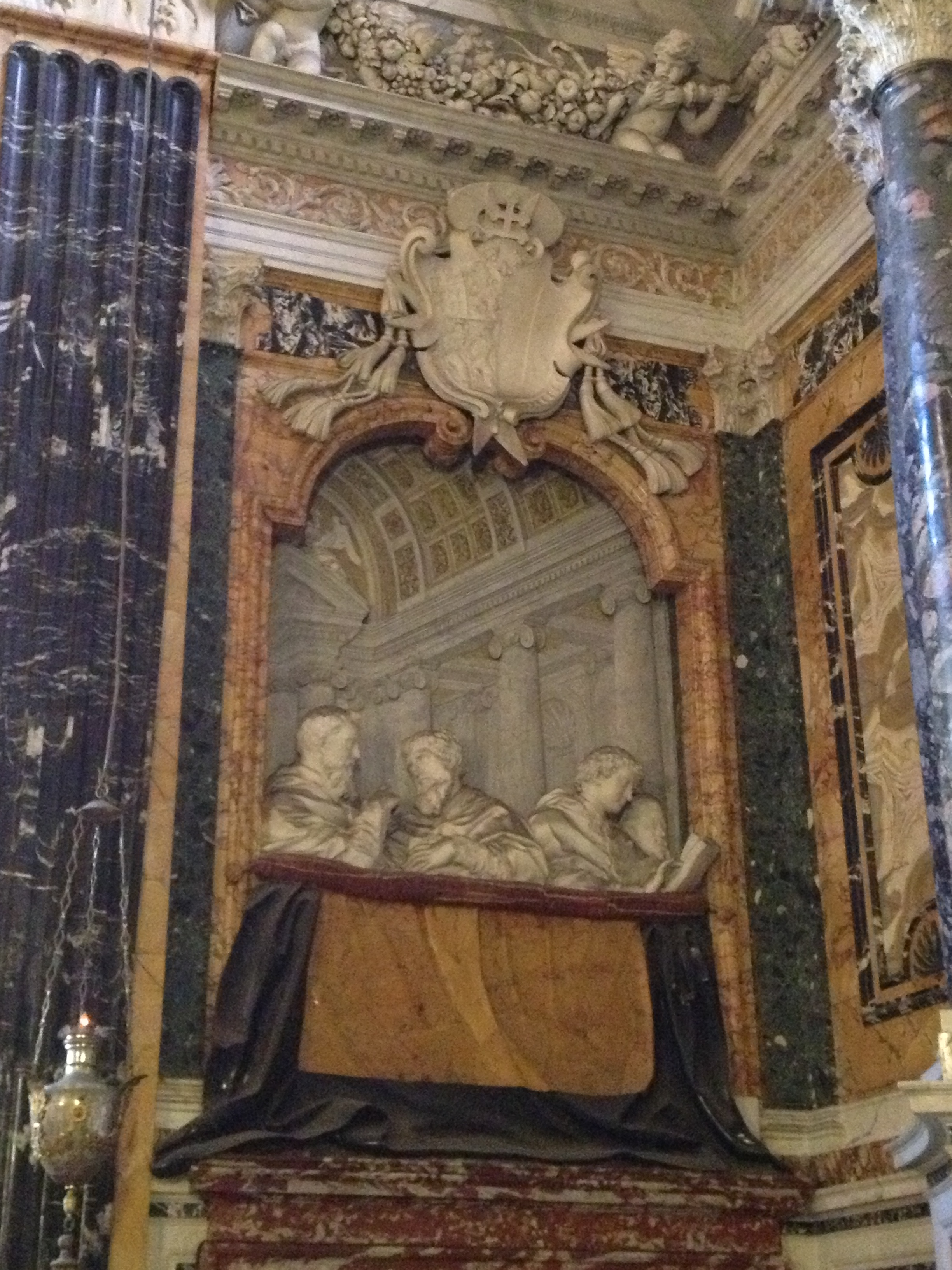
Palco del lado izquierdo.

Fue realizada entre 1644 o 1647 y 1652 (o inaugurada en 1651), en una época en que el artista había perdido el favor papal (por la llegada al pontificado de Inocencio X), lo que facilitó su contratación por el cardenal Federico Cornaro, que había elegido la iglesia de los carmelitas descalzos en Roma (Santa María de la Victoria) para emplazar su capilla familiar (pertenecía a una poderosa familia veneciana) en un lugar destacado, a la izquierda del altar mayor, en lo que correspondería al transepto en una planta de cruz latina. El grupo escultórico principal, el Éxtasis de Santa Teresa, está situado en la hornacina central (un edículo o templete con un dinámico frontón sostenido por columnas pareadas, cubierto en el interior por una pequeña cúpula elíptica con una claraboya cenital). La elección del tema se debió a la reciente canonización de Teresa de Jesús, la santa reformadora de esa orden (1622). En los laterales se abren unos palcos con arquitecturas simuladas donde se representa a la familia Cornaro: el donante, su padre (el dux de Venecia Juan I Cornaro, muerto en 1625) y seis cardenales Cornaro del pasado; lo que da al conjunto una apariencia de teatralidad, siendo su interpretación teológica una intermediación entre el plano terrenal y el celestial.
Como elementos arquitectónicos, destacan las columnas, entablamentos y frontones que forman el espacio de la capilla. Son fundamentales la combinación de distintos materiales y texturas (distintos tipos de mármoles, alabastro, estuco y bronce dorado), la luz (procedente de la parte superior a través de un gran ventanal abierto entre la bóveda y la hornacina y de una claraboya amarilla oculta al espectador y que se abre en un voladizo visible sólo desde la parte exterior del muro) y el colorido.
La bóveda se pintó por Guidobaldo Abbatini siguiendo un esbozo del propio Bernini; con un "rompimiento de gloria" al trampantojo, donde la luz desciende desde una paloma que representa al Espíritu Santo. Los ángeles sostienen una cartela con la inscripción Nisi coelum creassem ob te solam crearem ("si no hubiese creado el cielo, lo crearía ahora solo por ti"), una declaración de amor hacia la santa de su esposo celestial.
El conjunto fue restaurado en 2015, coincidiendo con el quinto centenario del nacimiento de Santa Teresa. La anterior restauración había tenido lugar en 1996.

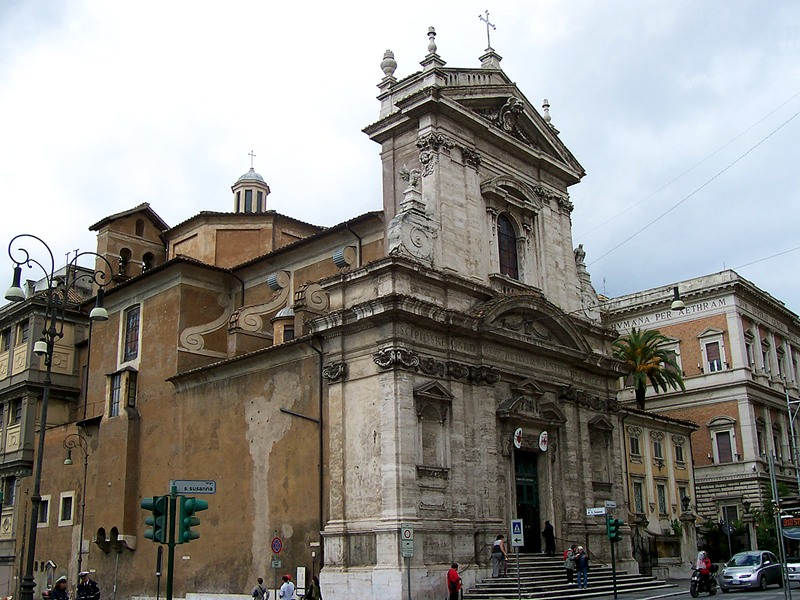
Volado del muro exterior que corresponde a la hornacina central de la capilla, sobre la que se encuentra la claraboya, y sobre ella el ventanal.
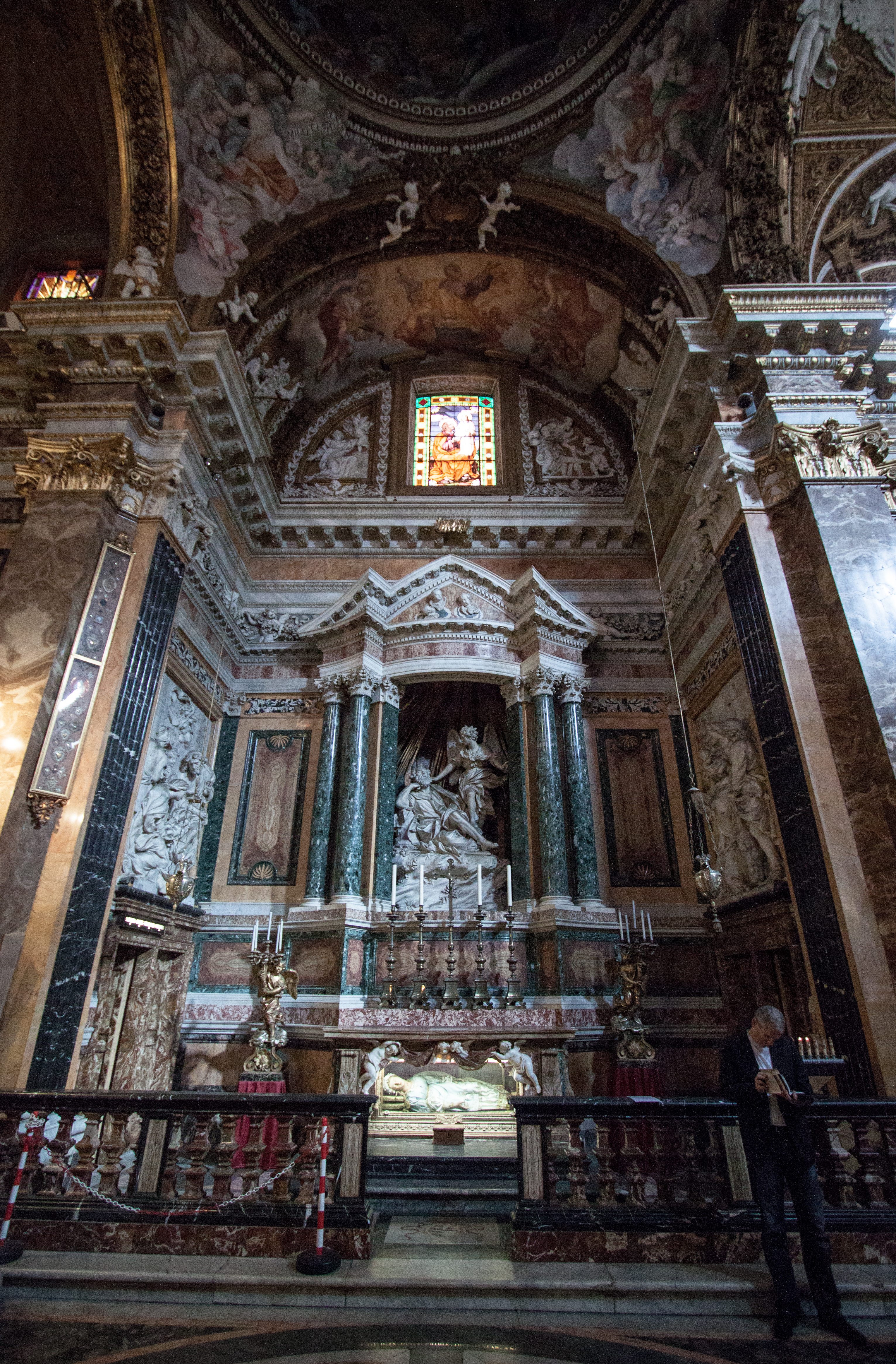
Vista general.
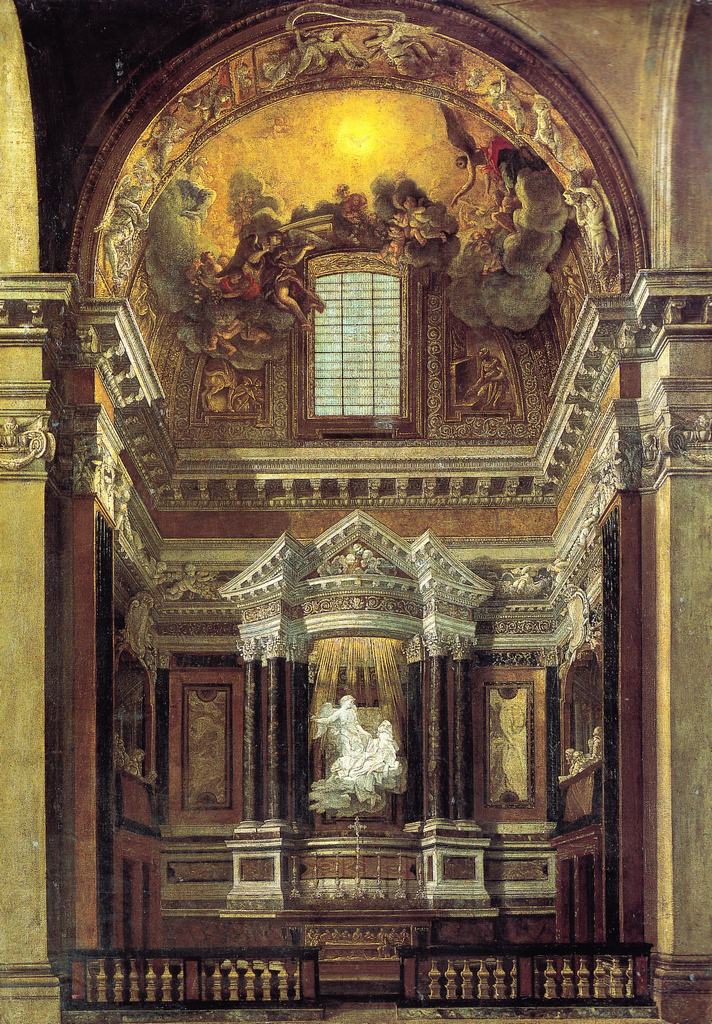
Pintura de Guido Ubaldo Abbatini, 1652 (Staatliche Museum, Schwerin).